# Site Ramsar
Pour les articles homonymes, voir Ramsar.

Logo des sites Ramsar.

Un site Ramsar est la désignation d'une « zone humide d'importance internationale » inscrite sur la liste établie par la convention de Ramsar par un État partie. Un site Ramsar doit répondre à un ensemble de critères, tels que la présence d'espèces vulnérables de poissons et d'oiseaux d'eau.
Le label Ramsar récompense les sites et les acteurs du développement local qui ont su préserver et conserver les zones humides, tout en permettant un maintien des activités traditionnelles et économiques. L'inscription d'un site Ramsar n'impose pas de protection réglementaire particulière, celui-ci devant être préalablement protégé selon la législation nationale. Ainsi, un site Ramsar correspond à une reconnaissance internationale de l'importance de la zone humide désignée. En outre, cette désignation peut se superposer à un site du réseau Natura 2000, un site inscrit sur la liste du patrimoine mondial ou bien sur une zone appartenant à une réserve de biosphère de l'Unesco.
En décembre 2020, il existait plus de 2 200 sites Ramsar pour une surface cumulée supérieure à 2,1 millions de km2. En octobre 2023, le réseau compte 23 sites transfrontières.

## Critères d'admission et classement
Lorsqu'un pays ratifie la convention de Ramsar, il est tenu de proposer au minimum un site à inscrire. Seuls les États ayant ratifié la convention de Ramsar peuvent proposer un site éligible. En outre, il est demandé à chaque État l'élaboration d'un plan stratégique à l'échelle nationale pour conserver leurs zones humides.
Les États sont tenus d’identifier les zones humides répondant à un ensemble de neuf critères, sur leur territoire. Le premier critère est la présence de zones humides « représentatives, rares ou uniques », les huit autres critères s'attachent à la qualité de la biodiversité : trois critères concernent les espèces et les communautés en général, deux se focalisent sur les populations d'oiseaux et deux sur les poissons, enfin le dernier concerne les espèces animales autres que les oiseaux. Ils doivent en garantir l'usage responsable et la protection.
Une fois le dossier d'admission accepté, le site candidat est inscrit sur la Liste des zones humides d’importance internationale, ainsi que dans la base de données accessible en ligne du Service d'information sur les sites Ramsar.

## Gestion

### Responsabilité des États

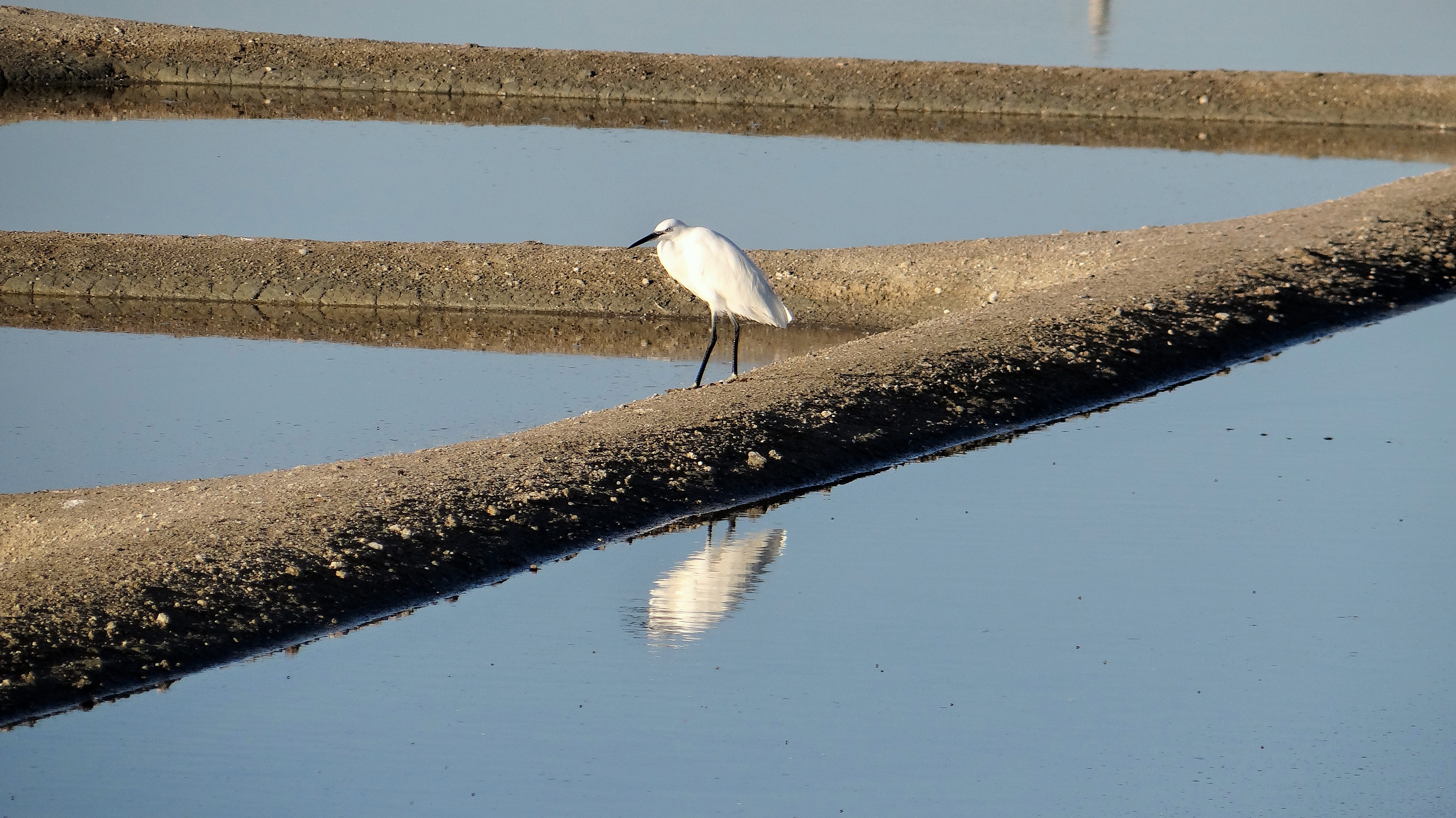
Les marais salants de Guérande et du Mès, en France, forment une zone humide artificielle, où une colonie d'aigrettes garzettes niche depuis 1983, elles y trouvent une nourriture abondante en toute saison.

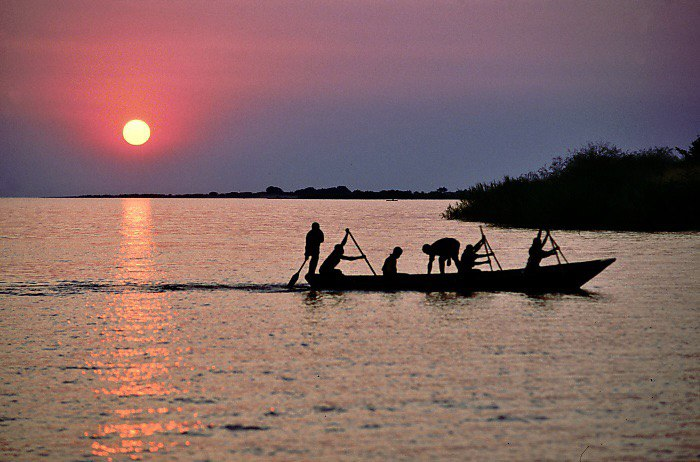
La pêche sur le lac Tanganyika, produit annuellement 200000 tonnes de poissons, ce qui couvrirait possiblement jusqu'à 60 % de l'apport en proteines animales pour les populations riveraines. Il est classé par la convention de Ramsar depuis 2007.

Les États parties s'engagent à une utilisation rationnelle des zones humides qu'ils inscrivent sur la liste des sites Ramsar. Cette « utilisation rationnelle » a été définie avec de plus en plus de précision au fil des années, elle vise à garantir le maintien de la biodiversité, des services écosystémiques ainsi qu'à maintenir le bien-être des populations locales et à réduire la pauvreté, rejoignant en cela les objectifs du millénaire pour le développement.
Chaque site Ramsar doit, autant que possible, posséder un plan de gestion et d'aménagement. La recherche scientifique, pour améliorer les connaissances sur les zones humides, est fortement encouragée par la convention de Ramsar. Parmi les recommandations émises par le conseil scientifique et technique, il est conseillé de prendre en compte la totalité du bassin versant ou du paysage, sans limiter la gestion au seul site Ramsar, car la ressource en eau en amont a une grande importance quantitativement et qualitativement.

Depuis 2014, les États-parties sont encouragés à (mieux) prendre en considération les besoins des populations dépendantes des zones humides dans leur vie quotidienne. Selon le secrétariat de la convention Ramsar : 

« Les pratiques culturelles et les traditions jouent un rôle important en faveur de la conservation et de l’utilisation rationnelle des zones humides et au quotidien, […] des populations vivent en harmonie avec leur milieu naturel et conservent les zones humides par des pratiques de gestion traditionnelles et culturelles durables. »

Les États membres de la convention bénéficient d'outils, mis en place par la convention, pour les accompagner dans la gestion des sites. Des équipes pluridisciplinaires d'experts peuvent être envoyées en mission consultative, à la demande des états contractants pour apporter des solutions à des problèmes de gestion. Ces équipes peuvent comprendre des partenaires extérieurs comme des spécialistes de l'UICN, du programme sur l'homme et la biosphère et du patrimoine mondial de l'UNESCO.

### Registre de Montreux des sites menacés

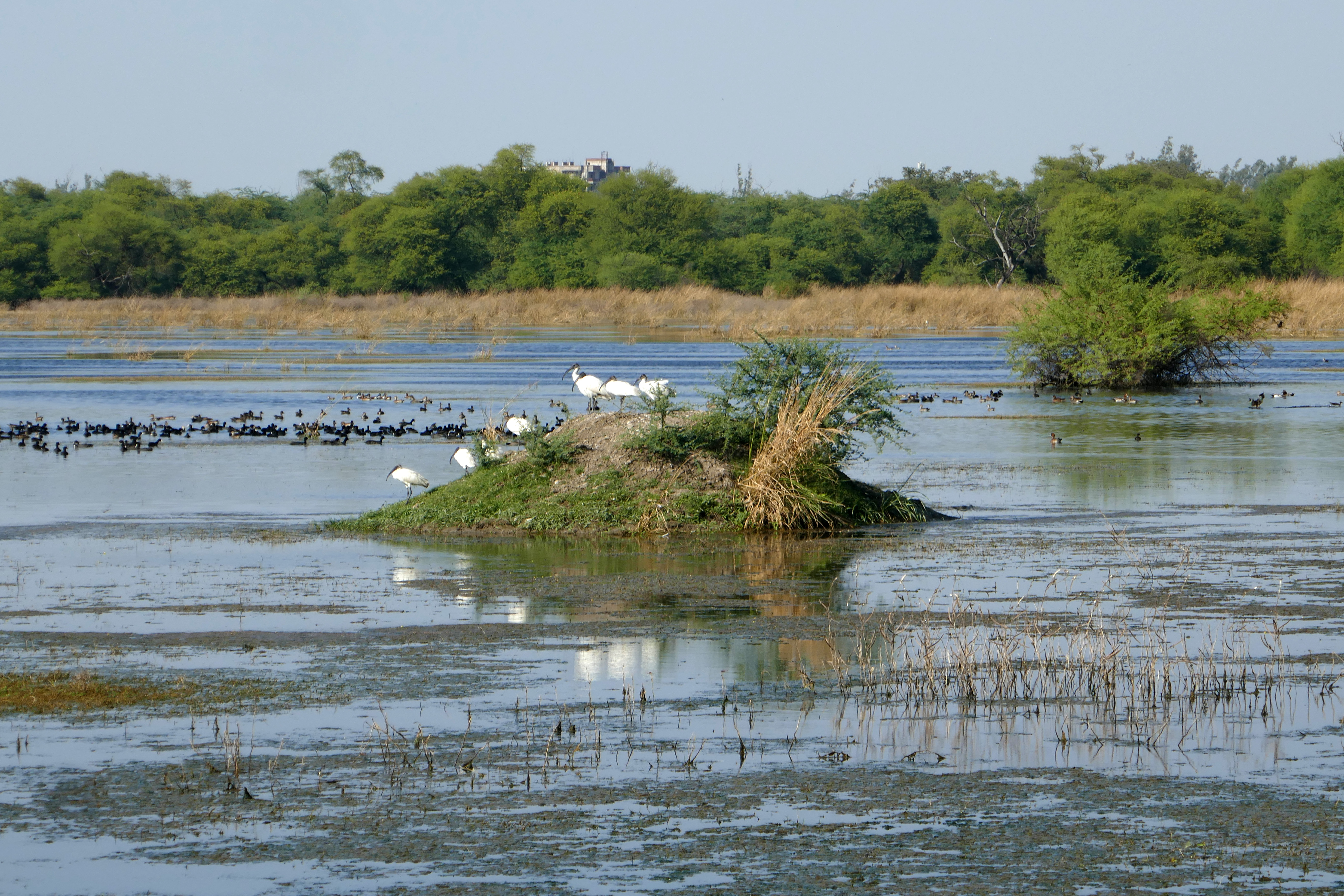
Le parc national de Keoladeo, haut site de l'ornithologie mondiale, au Rajasthan, est menacé par la réduction de la ressource en eau et la mauvaise gestion du pâturage. Site Ramsar depuis 1981, il est classé sur le « registre de Montreux » à partir de 1990.

Lorsque les efforts de gestion ne sont pas suffisants et qu'un site subit des changements défavorables en conséquence des activités humaines, il peut être inscrit sur le « registre de Montreux », après discussion avec l'état concerné. En Europe, c'est le cas du parc national de Doñana (Espagne), depuis 1990, par exemple. Ce site est menacé par la surfréquentation touristique et l'extension des zones agricoles, entre autres pour la culture des fraises.
La pollution de l'eau d'origine agricole ou urbaine, la pêche illégale et le braconnage, la surexploitation de la ressource en eau, les espèces envahissantes ou la présence de bandes armées violentes, sont des exemples de menaces qui pèsent sur un certain nombre de sites Ramsar.
En 2014, 48 sites étaient inscrits sur le registre de Montreux, une proportion extrêmement faible. C'était l'Iran et la Grèce qui comptaient le plus de ces zones humides en danger.
Cependant ce classement n'est pas permanent et après des améliorations importantes de la gestion des sites, ceux-ci peuvent être retirés du registre de Montreux. Ainsi, entre 1990 et 2014, 32 sites ont été inscrits puis retirés du registre susmentionné.

### Prix Ramsar
À l'inverse le « prix Ramsar » récompense les actions menées par des acteurs publics ou privés en faveur de la conservation des zones humides, il est décerné tous les trois ans depuis 1999.

## Coopération internationale

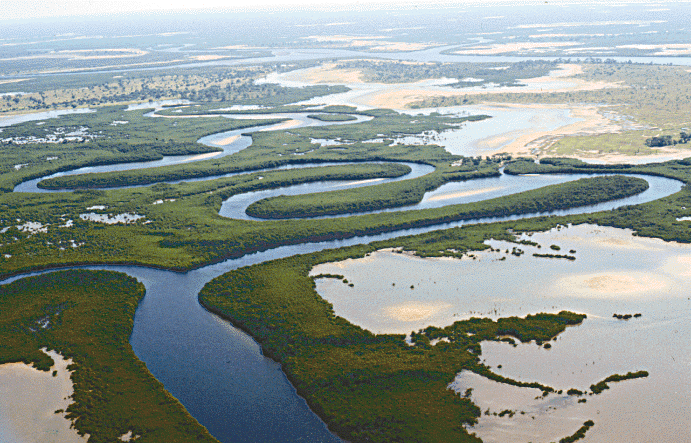
le site de Saloum - Niumi est un exemple réussi de gestion transfrontalière entre le Sénégal et la Gambie.

La convention permet le classement de zones humides transfrontalières, chaque État inscrivant sa partie.
Seize zones humides transfrontalières (sur un potentiel de plus de 200) disposaient de plan de gestion commun, en 2014. En 2019, 22 sites étaient désignés comme « transfrontières ». La désignation d'un site Ramsar transfrontalier ne joue pas le rôle d'une réglementation à portée internationale, il s'agit uniquement de la reconnaissance de la coopération entre plusieurs états pour la gestion d'une zone humide écologiquement cohérente à cheval sur plusieurs pays.
Par ailleurs, il existe 15 réseaux régionaux visant à renforcer la coopération entre les gouvernements, les experts techniques et les acteurs privés locaux des sites Ramsar.

## Effets et limites de la désignation
La labellisation des sites Ramsar n'entrainant pas de contraintes réglementaires de protection, limite de facto son effet. Cependant, la labellisation peut avoir un aspect positif en termes de communication pour mettre en valeur et donc protéger les zones humides, en particulier pour les pays en développement.

## Statistiques et études de cas

### Statistiques par pays
Le nombre de pays signataires de la convention de Ramsar augmente régulièrement, tout comme le nombre de sites inscrits et corollairement la surface totale des zones humides d'importance internationale protégées.
| Pays                             | Année de ratification | Nombre de sites | Superficie (ha) | mise à jour |
| -------------------------------- | --------------------- | --------------- | --------------- | ----------- |
| Afrique du Sud                   | 1975                  | +028,           | +0572 252,      | 2022        |
| Albanie                          | 1996                  | +004,           | +0098 181,      | 2020        |
| Algérie                          | 1984                  | +050,           | +3 032 813,     | 2020        |
| Allemagne                        | 1976                  | +034,           | +0868 226,      | 2020        |
| Andorre                          | 2012                  | +003,           | +0006 870,      | 2020        |
| Angola                           | 2021                  | +010,           | ?               | 2022        |
| Antigua-et-Barbuda               | 2005                  | +001,           | +0003 600,      | 2020        |
| Argentine                        | 1992                  | +023,           | +5 716 578,     | 2022        |
| Arménie                          | 1993                  | +003,           | +0493 511,      | 2020        |
| Australie                        | 1975                  | +066,           | +8 307 694,     | 2020        |
| Autriche                         | 1983                  | +023,           | +0124 968,      | 2020        |
| Azerbaïdjan                      | 2001                  | +002,           | +0099 560,      | 2020        |
| Bahamas                          | 1997                  | +001,           | +0032 600,      | 2020        |
| Bahreïn                          | 1998                  | +002,           | +0006 810,      | 2020        |
| Bangladesh                       | 1992                  | +002,           | +0611 200,      | 2020        |
| Barbade                          | 2006                  | +001,           | +00 00033,      | 2020        |
| Belgique                         | 1986                  | +009,           | +0046 944,      | 2020        |
| Belize                           | 1998                  | +002,           | +0023 592,      | 2020        |
| Bénin                            | 2000                  | +004,           | +2 587 342,     | 2020        |
| Bhoutan                          | 2012                  | +003,           | +0001 225,      | 2020        |
| Biélorussie                      | 1977 (URSS)           | +026,           | +0778 946,      | 2020        |
| Birmanie                         | 2005                  | +005,           | +0156 541,      | 2020        |
| Bolivie                          | 1990                  | +011,           | +14 842 405,    | 2020        |
| Bosnie-Herzégovine               | 1977 (Yougoslavie)    | +003,           | +0057 192,      | 2020        |
| Botswana                         | 1997                  | +001,           | +5 537 400,     | 2020        |
| Brésil                           | 1993                  | +027,           | +26 794 454,    | 2020        |
| Bulgarie                         | 1976                  | +011,           | +0049 913,      | 2020        |
| Burkina Faso                     | 1990                  | +024,           | +1 872 279,     | 2020        |
| Burundi                          | 2002                  | +004,           | +0078 515,      | 2020        |
| Cambodge                         | 1999                  | +005,           | +0085 235,      | 2020        |
| Cameroun                         | 2006                  | +007,           | +0827 060,      | 2020        |
| Canada                           | 1981                  | +037,           | +13 086 767,    | 2020        |
| Cap-Vert                         | 2005                  | +004,           | +0002 300,      | 2020        |
| Chili                            | 1981                  | +014,           | +0362 020,      | 2020        |
| Chine                            | 1992                  | +057,           | +6 948 592,     | 2020        |
| Chypre                           | 2001                  | +001,           | +0001 107,      | 2020        |
| Colombie                         | 1998                  | +007,           | +0754 148,      | 2020        |
| Comores                          | 1995                  | +003,           | +0016 030,      | 2020        |
| Corée du Nord                    | 2018                  | +002,           | +0007 241,      | 2020        |
| Corée du Sud                     | 1997                  | +024,           | +0020 214,      | 2022        |
| Costa Rica                       | 1992                  | +012,           | +0569 742,      | 2020        |
| Côte d'Ivoire                    | 1996                  | +006,           | +0127 344,      | 2020        |
| Croatie                          | 1977                  | +005,           | +0093 590,      | 2020        |
| Cuba                             | 2001                  | +006,           | +1 188 411,     | 2020        |
| Danemark                         | 1978                  | +043,           | +2 335 939,     | 2020        |
| Djibouti                         | 2003                  | +001,           | +0003 000,      | 2020        |
| Égypte                           | 1988                  | +004,           | +0415 532,      | 2020        |
| Émirats arabes unis              | 2007                  | +010,           | +0039 166,      | 2020        |
| Équateur                         | 1991                  | +019,           | +1 064 483,     | 2020        |
| Espagne                          | 1982                  | +076,           | +0313 089,      | 2022        |
| Estonie                          | 1994                  | +017,           | +0304 778,      | 2020        |
| Eswatini                         | 2013                  | +003,           | +0001 183,      | 2020        |
| États-Unis                       | 1986                  | +039,           | +1 861 603,     | 2020        |
| Fidji                            | 2006                  | +002,           | +0135 515,      | 2020        |
| Finlande                         | 1975                  | +049,           | +0799 518,      | 2020        |
| France                           | 1986                  | +052,           | +3 751 519,     | 2022        |
| Gabon                            | 1987                  | +009,           | +3 001 769,     | 2020        |
| Gambie                           | 1997                  | +003,           | +0031 244,      | 2020        |
| Géorgie                          | 1997                  | +002,           | +0034 480,      | 2020        |
| Ghana                            | 1988                  | +006,           | +0176 134,      | 2020        |
| Grèce                            | 1975                  | +010,           | +0163 501,      | 2020        |
| Grenade                          | 2012                  | +001,           | +0 000518,      | 2020        |
| Guatemala                        | 1990                  | +007,           | +0628 592,      | 2020        |
| Guinée                           | 1993                  | +016,           | +9 065 446,     | 2020        |
| Guinée-Bissau                    | 1990                  | +004,           | +1 189 633,     | 2020        |
| Guinée équatoriale               | 2003                  | +003,           | +0136 000,      | 2020        |
| Honduras                         | 1993                  | +012,           | +0305 927,      | 2022        |
| Hongrie                          | 1979                  | +029,           | +0260 668,      | 2020        |
| Inde                             | 1982                  | +075,           | +1 326 677,     | mars 2023   |
| Indonésie                        | 1992                  | +007,           | +1 372 976,     | 2020        |
| Irak                             | 2008                  | +004,           | +0537 900,      | 2020        |
| Iran                             | 1975                  | +025,           | +1 488 624,     | 2020        |
| Irlande                          | 1985                  | +045,           | +0066 994,      | 2020        |
| Islande                          | 1978                  | +006,           | +0128 666,      | 2020        |
| Israël                           | 1997                  | +002,           | +0 000366,      | 2020        |
| Italie                           | 1977                  | +057,           | +0073 982,      | 2022        |
| Jamaïque                         | 1998                  | +004,           | +0045 860,      | 2022        |
| Japon                            | 1980                  | +053,           | +0155 174,      | 2022        |
| Jordanie                         | 1977                  | +002,           | +0013 472,      | 2020        |
| Kazakhstan                       | 2007                  | +010,           | +3 188 557,     | 2020        |
| Kenya                            | 1990                  | +006,           | +0265 449,      | 2020        |
| Kirghizistan                     | 2003                  | +003,           | +0679 408,      | 2020        |
| Kiribati                         | 2013                  | +001,           | +0001 033,      | 2020        |
| Koweït                           | 2015                  | +001,           | +0050 948,      | 2020        |
| Laos                             | 2010                  | +002,           | +0014 760,      | 2020        |
| Lesotho                          | 2004                  | +001,           | +0 000434,      | 2020        |
| Lettonie                         | 1995                  | +006,           | +0150 318,      | 2020        |
| Liban                            | 1999                  | +004,           | +0001 075,      | 2020        |
| Liberia                          | 2003                  | +005,           | +0095 879,      | 2020        |
| Libye                            | 2000                  | +002,           | +00 00083,      | 2020        |
| Liechtenstein                    | 1991                  | +001,           | +0 000101,      | 2020        |
| Lituanie                         | 1993                  | +007,           | +0065 581,      | 2020        |
| Luxembourg                       | 1998                  | +002,           | +0017 213,      | 2020        |
| Macédoine du Nord                | 1977 (Yougoslavie)    | +003,           | +0046 821,      | 2022        |
| Madagascar                       | 1999                  | +020,           | +2 094 911,     | 2020        |
| Malaisie                         | 1995                  | +007,           | +0134 182,      | 2020        |
| Malawi                           | 1997                  | +002,           | +0286 356,      | 2020        |
| Mali                             | 1987                  | +004,           | +4 204 640,     | 2020        |
| Malte                            | 1989                  | +002,           | +0 000117,      | 2020        |
| Maroc                            | 1980                  | +038,           | +0316 086,      | 2020        |
| Îles Marshall                    | 2004                  | +002,           | +0070 119,      | 2020        |
| Maurice                          | 2001                  | +003,           | +0 000401,      | 2020        |
| Mauritanie                       | 1983                  | +004,           | +1 240 600,     | 2020        |
| Mexique                          | 1986                  | +142,           | +8 657 057,     | 2020        |
| Moldavie                         | 2000                  | +003,           | +0094 705,      | 2020        |
| Monaco                           | 1997                  | +001,           | +00 00023,      | 2020        |
| Mongolie                         | 1998                  | +011,           | +1 439 530,     | 2020        |
| Monténégro                       | 1977 (Yougoslavie)    | +003,           | +0021 627,      | 2020        |
| Mozambique                       | 2004                  | +002,           | +4 534 872,     | 2020        |
| Namibie                          | 1995                  | +005,           | +0676 564,      | 2020        |
| Népal                            | 1988                  | +010,           | +0060 561,      | 2020        |
| Nicaragua                        | 1997                  | +009,           | +0406 852,      | 2020        |
| Niger                            | 1987                  | +014,           | +7 534 289,     | 2022        |
| Nigeria                          | 2001                  | +011,           | +1 076 728,     | 2020        |
| Norvège                          | 1975                  | +063,           | +0909 134,      | 2020        |
| Nouvelle-Zélande                 | 1976                  | +006,           | +0056 639,      | 2020        |
| Oman                             | 2013                  | +001,           | +0 000107,      | 2020        |
| Ouganda                          | 1988                  | +012,           | +0454 303,      | 2020        |
| Ouzbékistan                      | 2002                  | +002,           | +0558 400,      | 2020        |
| Pakistan                         | 1976                  | +019,           | +1 343 807,     | 2020        |
| Palaos                           | 2003                  | +001,           | +0 000500,      | 2020        |
| Panama                           | 1990                  | +005,           | +0183 992,      | 2020        |
| Papouasie-Nouvelle-Guinée        | 1993                  | +002,           | +0594 924,      | 2020        |
| Paraguay                         | 1995                  | +006,           | +0785 970,      | 2020        |
| Pays-Bas                         | 1980                  | +054,           | +0914 219,      | 2022        |
| Pérou                            | 1992                  | +014,           | +6 789 685,     | 2022        |
| Philippines                      | 1994                  | +008,           | +0247 684,      | 2022        |
| Pologne                          | 1978                  | +019,           | +0152 831,      | 2020        |
| Portugal                         | 1981                  | +031,           | +0132 487,      | 2020        |
| République centrafricaine        | 2006                  | +002,           | +0376 300,      | 2020        |
| République du Congo              | 1998                  | +014,           | +13 813 865,    | 2020        |
| République démocratique du Congo | 1996                  | +004,           | +11 906 617,    | 2020        |
| République dominicaine           | 2002                  | +004,           | +0135 097,      | 2020        |
| République Tchèque               | 1993                  | +014,           | +0060 207,      | 2020        |
| Roumanie                         | 1991                  | +020,           | +1 177 748,     | 2022        |
| Royaume-Uni                      | 1976                  | +175,           | +1 283 040,     | 2020        |
| Russie                           | 1977 (URSS)           | +035,           | +10 323 767,    | 2020        |
| Rwanda                           | 2006                  | +001,           | +0006 736,      | 2020        |
| Sainte-Lucie                     | 2002                  | +002,           | +00 00085,      | 2020        |
| Salvador                         | 1999                  | +007,           | +0207 387,      | 2020        |
| Samoa                            | 2005                  | +002,           | +0005 489,      | 2020        |
| Sao Tomé-et-Principe             | 2006                  | +001,           | +00 00023,      | 2020        |
| Sénégal                          | 1977                  | +008,           | +0159 137,      | 2022        |
| Serbie                           | 1977 (Yougoslavie)    | +010,           | +0063 919,      | 2020        |
| Seychelles                       | 2005                  | +003,           | +0044 025,      | 2020        |
| Sierra Leone                     | 2000                  | +001,           | +0295 000,      | 2020        |
| Slovaquie                        | 1993                  | +014,           | +0040 697,      | 2020        |
| Slovénie                         | 1977 (Yougoslavie)    | +003,           | +0008 205,      | 2020        |
| Soudan                           | 2005                  | +004,           | +3 436 009,     | 2022        |
| Soudan du Sud                    | 2013                  | +001,           | +5 700 000,     | 2020        |
| Sri Lanka                        | 1990                  | +006,           | +0198 172,      | 2020        |
| Suède                            | 1975                  | +068,           | +0665 474,      | 2020        |
| Suisse                           | 1976                  | +011,           | +0014 690,      | 2020        |
| Suriname                         | 1985                  | +001,           | +0012 000,      | 2020        |
| Syrie                            | 1998                  | +001,           | +0010 000,      | 2020        |
| Tadjikistan                      | 2001                  | +005,           | +0094 600,      | 2020        |
| Tanzanie                         | 2000                  | +004,           | +4 868 424,     | 2020        |
| Tchad                            | 1990                  | +006,           | +12 405 068,    | 2020        |
| Thaïlande                        | 1998                  | +014,           | +0399 714,      | 2020        |
| Togo                             | 1995                  | +004,           | +1 210 400,     | 2020        |
| Trinité-et-Tobago                | 1993                  | +003,           | +0015 919,      | 2020        |
| Tunisie                          | 2017                  | +042,           | +0844 685,      | 2022        |
| Turkménistan                     | 2009                  | +001,           | +0267 124,      | 2020        |
| Turquie                          | 1994                  | +014,           | +0184 487,      | 2020        |
| Ukraine                          | 1991                  | +050,           | +0802 604,      | 2020        |
| Uruguay                          | 1984                  | +003,           | +0435 837,      | 2020        |
| Venezuela                        | 1988                  | +005,           | +0265 668,      | 2020        |
| Viêt Nam                         | 1989                  | +009,           | +0120 549,      | 2020        |
| Yémen                            | 2008                  | +001,           | +0 000580,      | 2020        |
| Zambie                           | 1991                  | +008,           | +4 030 500,     | 2020        |
| Zimbabwe                         | 2013                  | +007,           | +0453 828,      | 2020        |

### Statistiques par continent

Surfaces des sites Ramsar par continent, en pourcentage (2020)

| Continent | % de sites en 2014 | % de sites en 2020 |
| --------- | ------------------ | ------------------ |
| Afrique   | 16 %               | 17,1 %             |
| Amérique  | 18 %               | 17,1 %             |
| Asie      | 13 %               | 18,5 %             |
| Europe    | 49 %               | 43,8 %             |
| Océanie   | 4 %                | 3,6 %              |

### Amérique du Sud
L'Amérique du Sud est le continent où les zones humides sont le plus présentes, en effet elles occupent environ 20 % de sa surface. L’expansion des zones agricoles, la déforestation, l'exploitation minière incontrôlée et polluante, la pollution urbaine et agricole, la mauvaise gestion de la ressource en eau et de grands travaux comme la construction de barrages ont des impacts négatifs sur les zones humides. Les menaces sur ces écosystèmes subsistent en raison du manque de moyen financier, humain, législatif et en infrastructures dans les pays du continent.

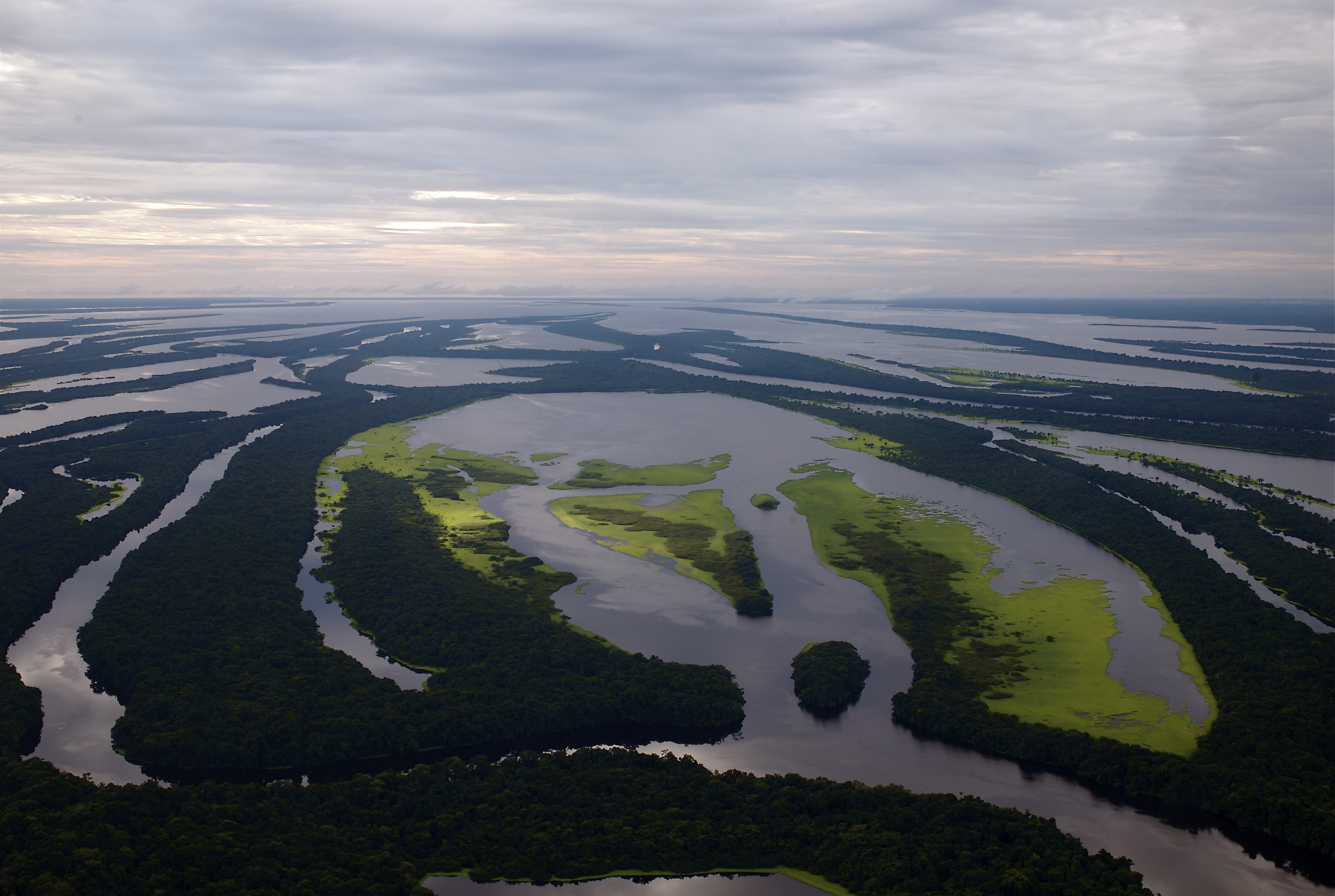
Le parc national d'Anavilhanas, sur le Rio Negro un affluent de l'Amazone.

En 2015, la convention y avait enregistrée 113 sites pour environ 373 000 km2, dont 10 sites marins, 39 sites côtiers et 74 à l'intérieur des terres. Vingt sites comprennent des mangroves et six des récifs coralliens.

#### Amazone
L'Amazone est le plus grand fleuve du monde, quel que soit le paramètre mesuré. Neuf sites Ramsar protègent son bassin pour une surface de 142 618 km2 soit 14 % de la surface estimée des zones humides de la zone.

### Afrique

#### L' avifaune du Maroc
Le Maroc a ratifié la convention de Ramsar en 1980. En 2014 les 24 sites Ramsar, alors désignés, étaient classés comme « Sites d'intérêt biologique et écologique (SIBE) ».
Une étude menée au Maroc, a essayé de mesurer l'influence de la convention de Ramsar sur la protection des oiseaux d'eau sur plus de 200 zones humides en comparant l'évolution des populations entre des sites Ramsar et des zones non classées, mais aussi dans les premières entre les tendances avant et après le classement. Les habitats favorables aux oiseaux sont significativement plus étendus dans les sites Ramsar que dans les sites contrôles. les populations d'oiseaux d'eau sont dans un état favorable au Maroc, contrairement aux attentes. L'évolution des populations est corrélée avec les précipitations dans le Sahel.
L'augmentation des populations d'oiseaux a été plus rapide dans les sites Ramsar après leur désignation qu'avant.
Les auteurs mettent en garde contre toute extrapolation hâtive des résultats à d'autres contextes.

### Zones humides des zones arides
En 2018, 238 sites Ramsar étaient des zones humides situées dans des paysages arides, notamment des cours d'eau intermittents. Dans de telles situations, la ressource en eau est particulièrement critique pour la survie des oiseaux d'eau.

### Les villes des zones humides
Le label « ville des zones humides accréditée » a été imaginé en 2015, par la convention Ramsar pour récompenser des villes qui font la publicité de l'importance écologique des zones humides, par l'éducation et la sensibilisation de sa population et qui participent à la gestion de ces milieux humides au niveau municipal. En 2022, 43 villes étaient labélisées dans 17 pays.

### Tortues marines
La convention de Ramsar compte 990 sites côtiers ou marins, en 2020. Parmi ceux-ci, 261 sites comprennent des habitats utilisés par les tortues marines à un moment ou un autre de leur cycle de vie. Ces sites sont répartis dans 77 pays. Le Mexique compte le plus grand nombre de sites labellisés pour la protection de ces espèces, avec 63 sites hébergeant chacun au moins une espèce. Le deuxième est l'Australie, avec 13 sites, puis le Brésil avec 11 sites.
Une résolution a été adoptée par la convention de Ramsar pour essayer d'augmenter le nombre de sites classés pour la protection des tortues. Cette résolution n'a pas eu d'effet visible (en 2020) sur le nombre de sites classés par année. Les maxima ont été atteints en 2007 : 26 sites enregistrés et en 2003 : 25 sites enregistrés.
La péninsule de Cobourg, dans le Territoire du Nord de l'Australie abrite 6 espèces de tortues marines sur les sept existantes, 14 autres sites, dans différents pays, abritent chacun 5 espèces, et 71 sites hébergent 2 espèces.

## Coopération avec les autres conventions internationales

### Convention sur les oiseaux d’eau migrateurs

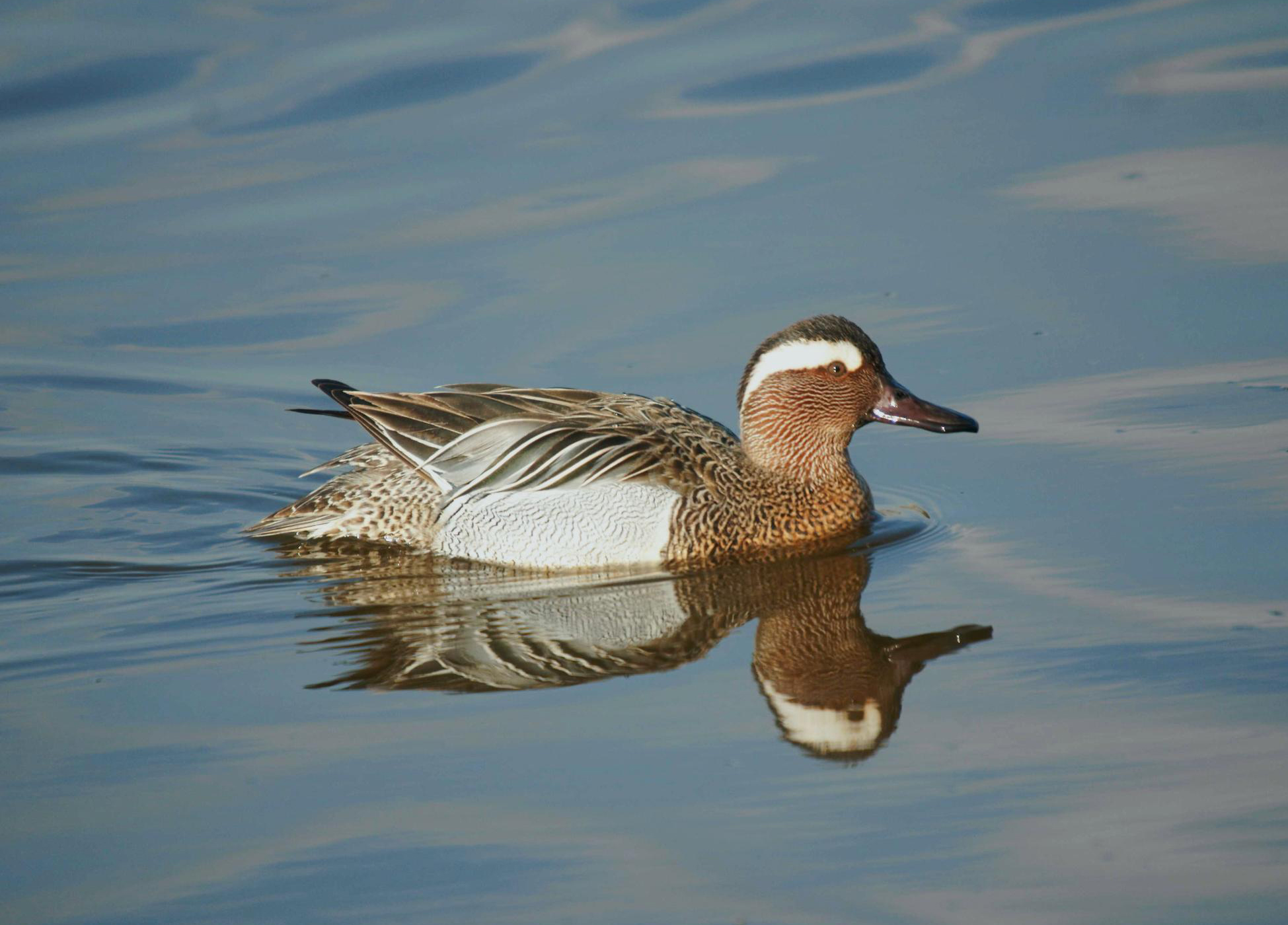
Une Sarcelle d'été (Spatula querquedula)

La convention de Bonn de 1979, vise à protéger les animaux migrateurs, notamment les oiseaux d'eau. La convention de Ramsar contribue à protéger les sites de nidification ou de repos de ces oiseaux des zones humides.
En 1993, une large majorité des sites Ramsar avaient été désignés sur la base des critères de présence d'oiseaux d'eau : 97 % des sites en Amérique du Nord, 93 % en Amérique centrale et du Sud, 84 % en Europe, 85 % en Afrique, 78 % en Asie et 73 % en Océanie.
L'Accord sur la conservation des oiseaux d'eau migrateurs d'Afrique-Eurasie (AEWA), a été conclu en 1995, il vise à protéger 254 espèces d'oiseaux, tout au long de leur couloir de migration. L'AEWA demande également aux États-parties d'identifier les sites indispensables aux oiseaux d'eau et de les protéger, les critères de sélection de ces sites sont plus précis que ceux de la convention de Ramsar, de même que les recommandations de gestion, en mentionnant par exemple la nécessité de « supprimer progressivement les munitions au plomb dans tous les habitats (zones humides et milieux terrestres) » des oiseaux migrateurs.

### Lutte contre la grippe aviaire

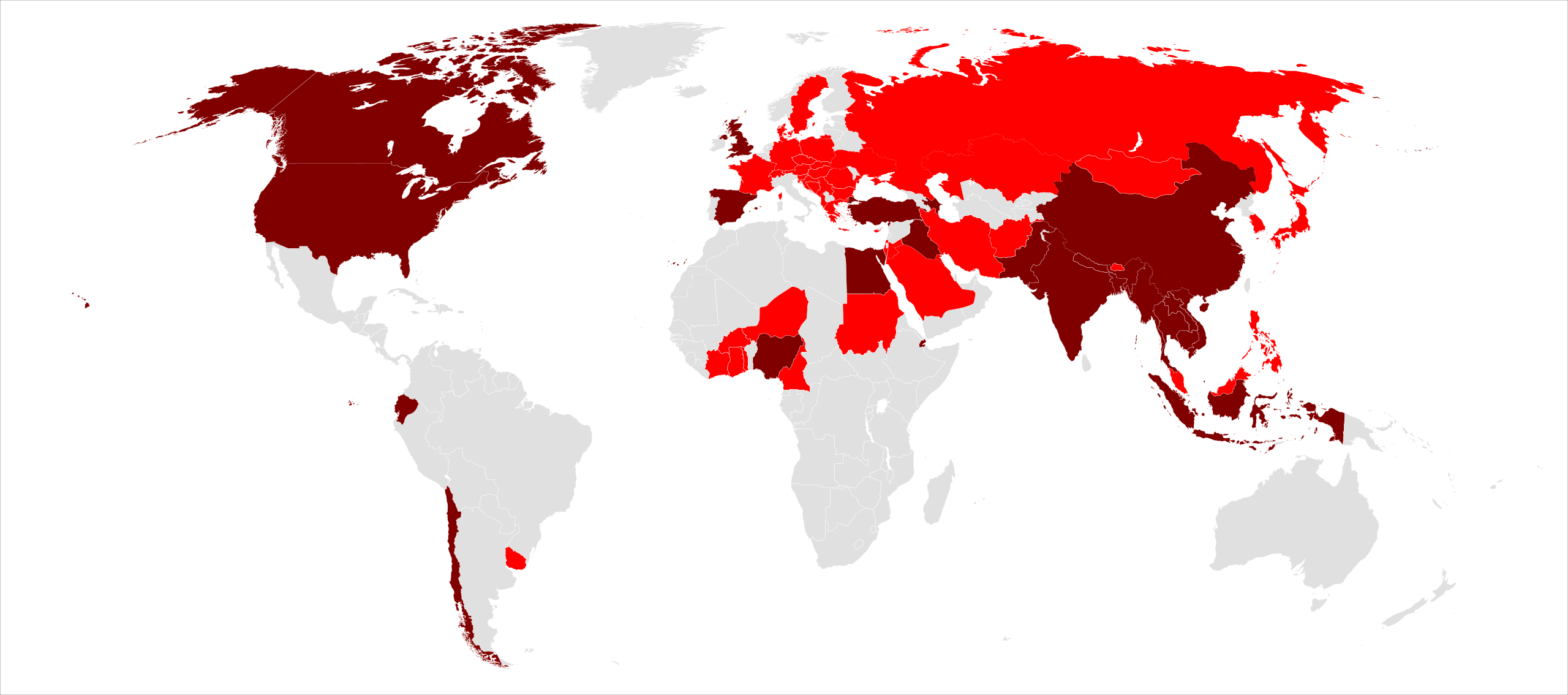
Pays touchés par le virus H5N1 en février 2007.
En rouge, les pays où le H5N1 a tué des oiseaux sauvages ou domestiques.
En bordeaux, les pays où le H5N1 a tué des humains.

La grippe aviaire a provoqué des mortalités importantes d'oiseaux d'eau, dans les sites Ramsar. Le secrétariat de la convention de Ramsar, de même que l'OMS et la FAO, déclarent conjointement que : 

« l'abattage sélectif [des oiseaux sauvages atteints] n’est pas réaliste et risque d’exacerber le problème en aggravant la dispersion des oiseaux infectés. »

De même la destruction des zones humides pour éviter les contacts entre oiseaux sauvages et domestiques serait contreproductif et incompatible avec les objectifs d'utilisation rationnelle des milieux aquatiques.

### Sites Ramsar et patrimoine mondial
Certaines zones humides sont classées, à la fois au patrimoine mondial et inscrites sur la liste des sites Ramsar. En 2016, 97 sites bénéficiaient de cette double distinction, parmi ceux-ci on trouve :

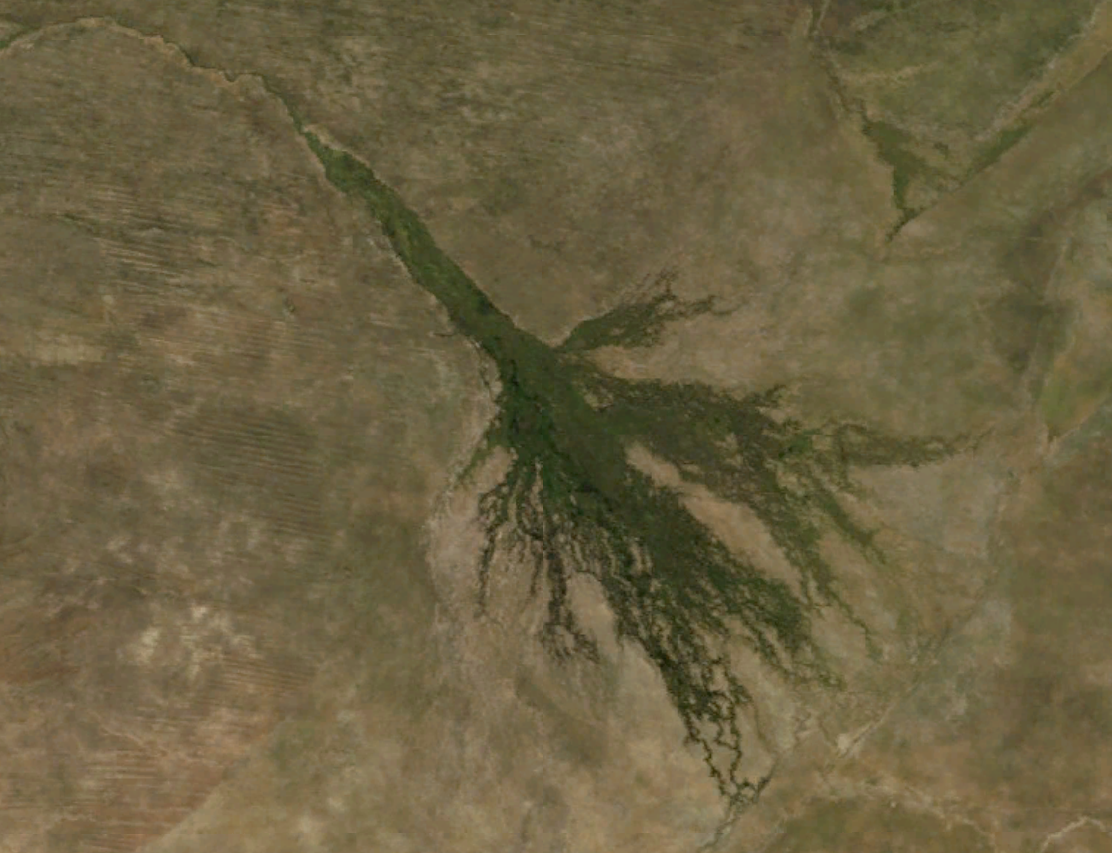
le delta de l'Okavango
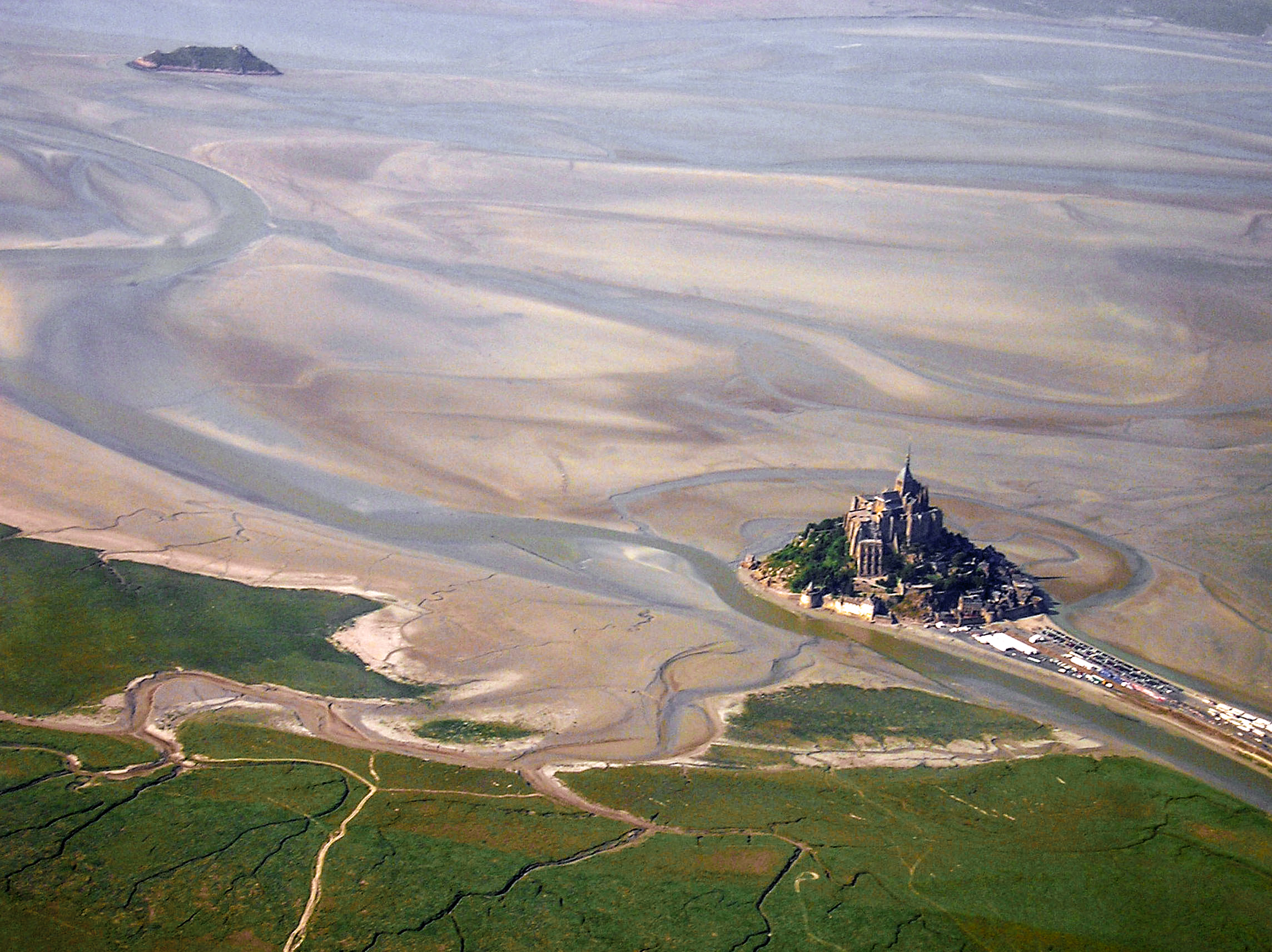
la baie du Mont-Saint-Michel
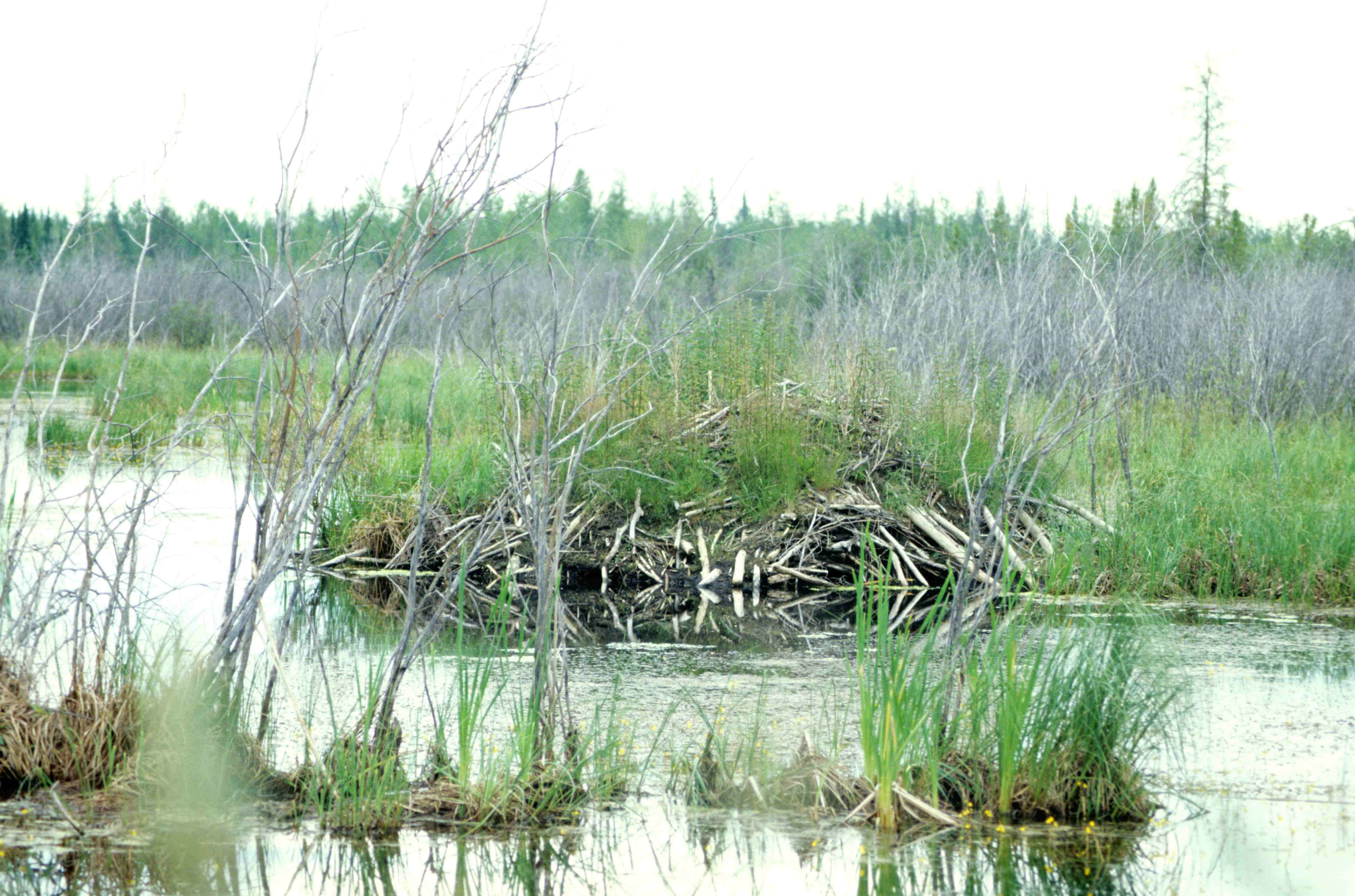
le parc national Wood Buffalo
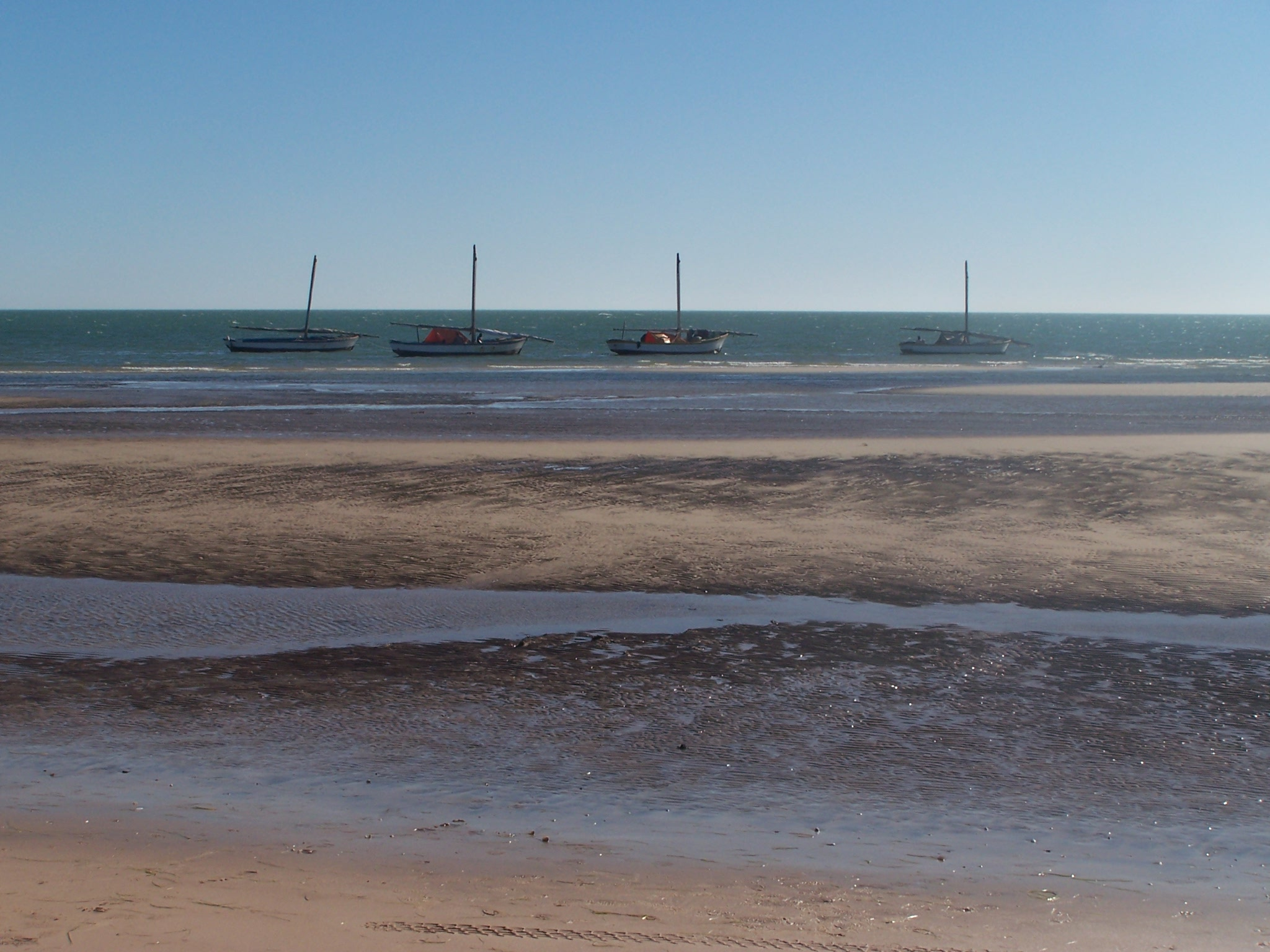
le Parc national du banc d'Arguin
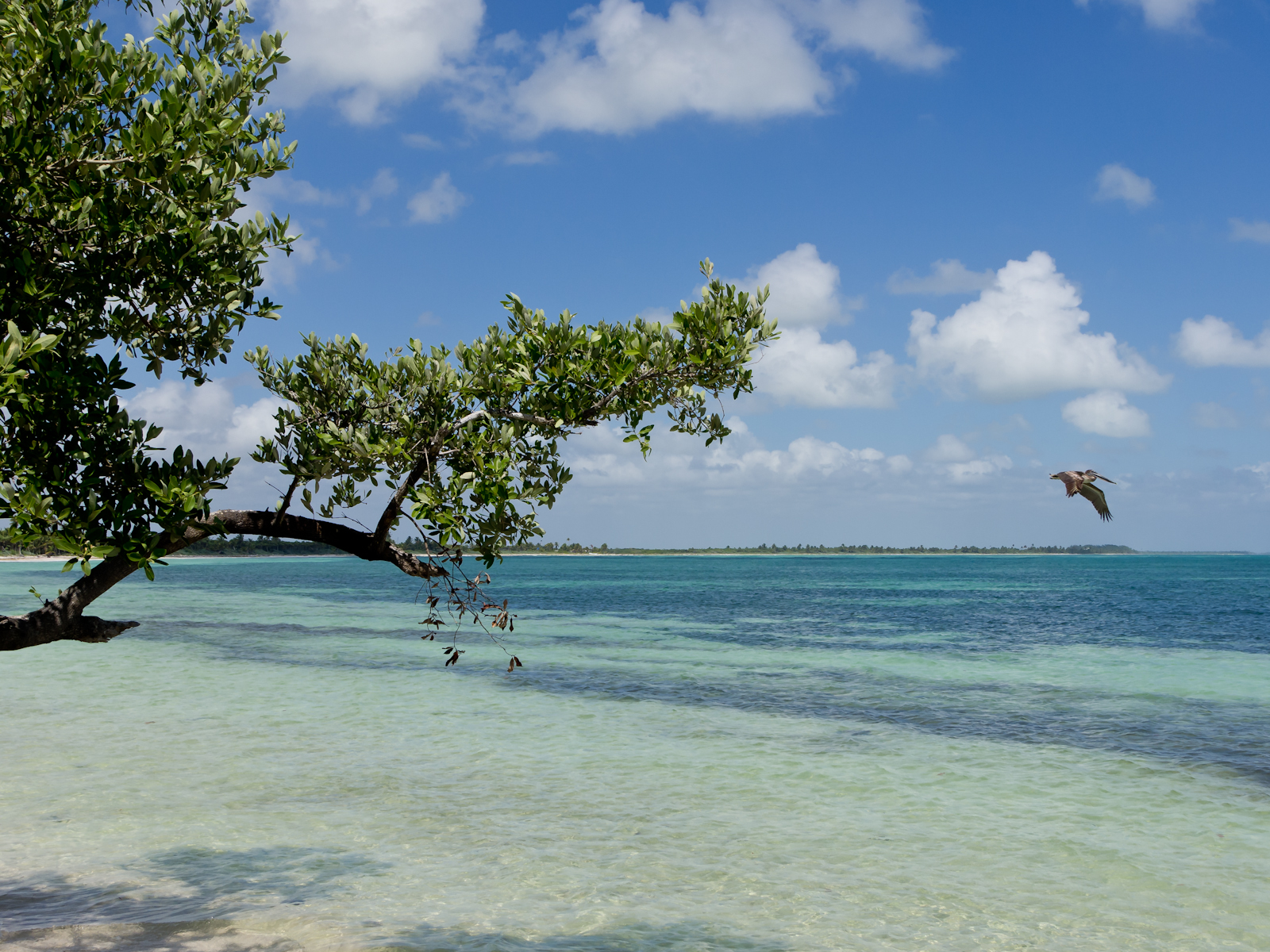
Sian Ka'an
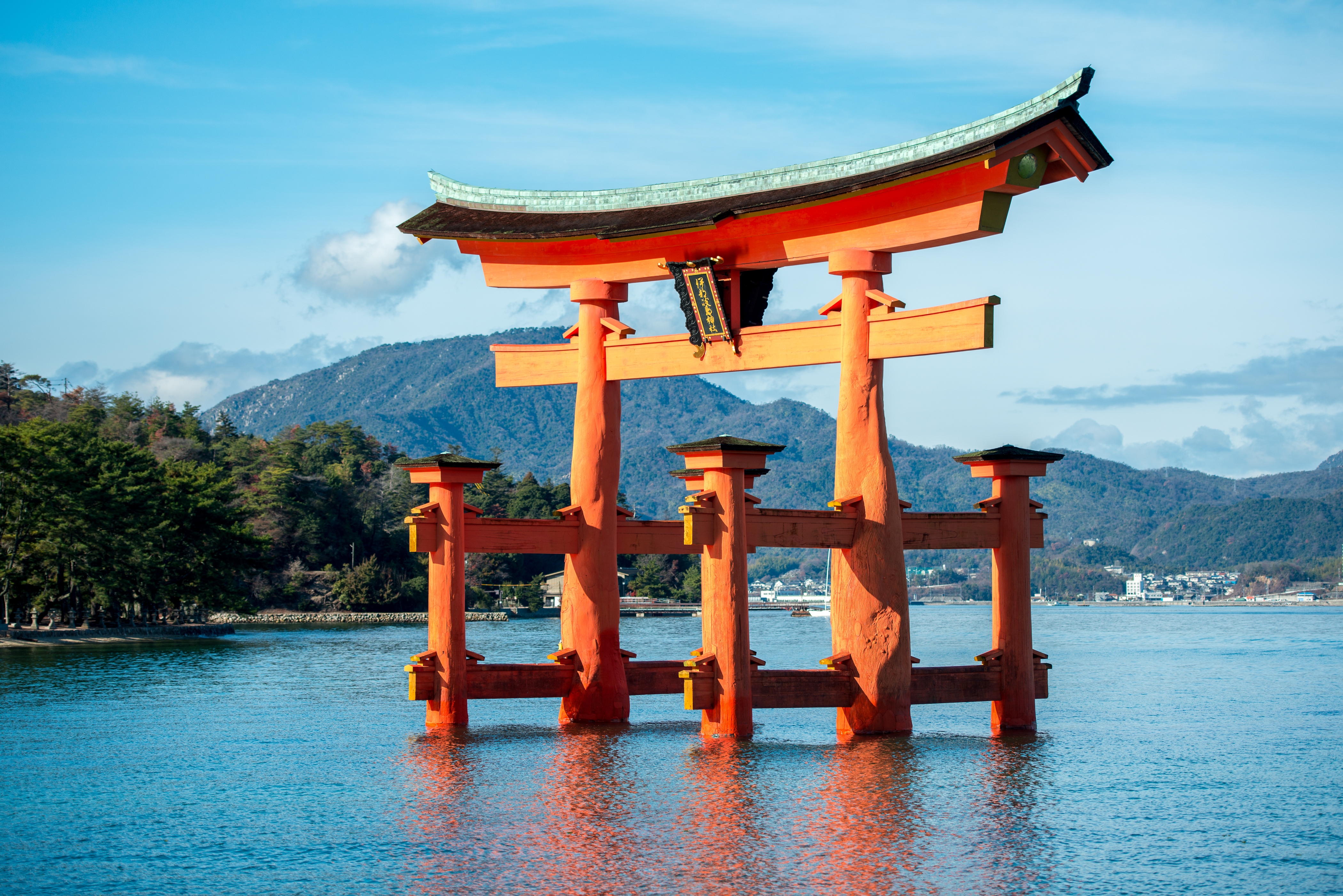
le sanctuaire shinto de Itsukushima-jinja